# 옐레나 모로조바
옐레나 이고레브나 모로조바(러시아어: Елена Игоревна Морозова, 1987년 3월 15일 ~ )는 러시아의 전직 여자 축구 선수로 선수 시절 포지션은 미드필더였다.

## 클럽 경력
2002년에 에네르기야 보로네시에 입단하면서 데뷔한 이후에 에네르기야 보로네시의 쳄피오나트 로시 포 푸트볼루 스레디 젠신 2회 우승에 기여했다. 2006년부터 2012년까지 WFC 로시얀카 소속으로 활동하던 동안에는 로시얀카의 쳄피오나트 로시 포 푸트볼루 스레디 젠신 3회 우승, 러시아 여자컵 4회 우승에 기여했다.
2012년부터 2014년까지 조르키 크라스노고르스크 소속으로 활동했으며 2015년부터 2016년까지 로시얀카 소속으로 활동했다. 2016 시즌에서는 로시얀카의 쳄피오나트 로시 포 푸트볼루 스레디 젠신 우승에 기여했다. 2017년에는 쿠바노치카 크라스노다르로 이적했고 2018년에는 랴잔 VDV로 이적했다. 2018 시즌에서 랴잔 VDV의 쳄피오나트 로시 포 푸트볼루 스레디 젠신 우승에 기여했으며 시즌 종료와 함께 은퇴했다.

## 국가대표 경력
2003년부터 2006년까지 러시아 여자 U-19 축구 국가대표팀 선수로 활동했으며 헝가리에서 개최된 2005년 UEFA U-19 여자 축구 선수권 대회에서 러시아의 우승에 기여했다. 2005년 7월 9일에 열린 아일랜드와의 친선 경기에 처음 출전하면서 러시아 여자 축구 국가대표팀 선수로 데뷔했다. 핀란드에서 개최된 UEFA 여자 유로 2009, 스웨덴에서 개최된 UEFA 여자 유로 2013에 참가한 러시아 여자 축구 국가대표팀 명단에 이름을 올렸으나 러시아는 2차례의 대회 모두 조별 예선에서 탈락했다.
네덜란드에서 개최된 UEFA 여자 유로 2017에서는 이탈리아와의 조별 예선 경기에서 러시아의 2번째 골을 기록하여 러시아의 2-1 승리에 기여했다. 하지만 러시아는 스웨덴·독일과의 조별 예선 경기에서 연달아 패배하면서 탈락했다. 2018년에 러시아 여자 축구 국가대표팀에서 은퇴할 때까지 100경기에 출전하여 23골을 기록했다.

## 수상

### 클럽
에네르기야 보로네시
- 쳄피오나트 로시 포 푸트볼루 스레디 젠신 2회 우승 (2002, 2003)

조르키 크라스노고르스크
- 쳄피오나트 로시 포 푸트볼루 스레디 젠신 1회 우승 (2012)

로시얀카
- 쳄피오나트 로시 포 푸트볼루 스레디 젠신 3회 우승 (2006, 2010, 2016)
- 러시아 여자컵 4회 우승 (2006, 2008, 2009, 2010)

랴잔 VDV
- 쳄피오나트 로시 포 푸트볼루 스레디 젠신 1회 우승 (2018)

### 국가대표
- 2005년 UEFA U-19 여자 축구 선수권 대회 우승